# Tatvan
Tatvan (en kurde Tetwan ; en arménien Դատվան, Datvan) est une ville et un district de Turquie situés à l'ouest du lac de Van dans la province de Bitlis. En 2008, la ville comptait 76 723 habitants, dont 57 976 habitaient le centre-ville et 18 747 les villages alentour.

## Administration
La ville compte quatre quartiers : Des Karsiyaka (Eski Tatvan), Tug, Kireç Ocagi, et Sorgun.
Le district est formé de 56 villages. Près de Tatvan se trouve le volcan Nemrut.

## Transport
- Route : Tatvan est accessible par la voie rapide passant par Elâzığ, se dirigeant vers Van et qui conduit en Iran.
- Chemins de fer : par le Vangolu Ekspresi Haydarpasa après Tatvan ainsi que le train d'Istanbul Asya Ekspresi Haydarpasa, reliant Istanbul à Téhéran. Un bac ferroviaire relie Tatvan à la ville de Van.
- Autobus : une liaison relie Tatvan à plusieurs autres villes turques, ainsi qu'une ligne de minibus (Dolmus) vers les localités plus proches de l'agglomération.

## Tourisme
Tatvan convient comme point de départ pour des excursions
- vers l'île d'Akdamar ;
- vers le cratère du volcan Nemrut ;
- vers la montagne Süphan Dağı.